# Mauritzberg
Mauritzberg är ett slott på Vikbolandet i Norrköpings kommun (Östra Husby socken), Östergötlands län. Det hette tidigare Björsätter och kan dateras till början av 1500-talet. Slottet har fått sitt namn efter riksrådet och översten Morits (Mauritz) Birgersson Grip.

## Historik

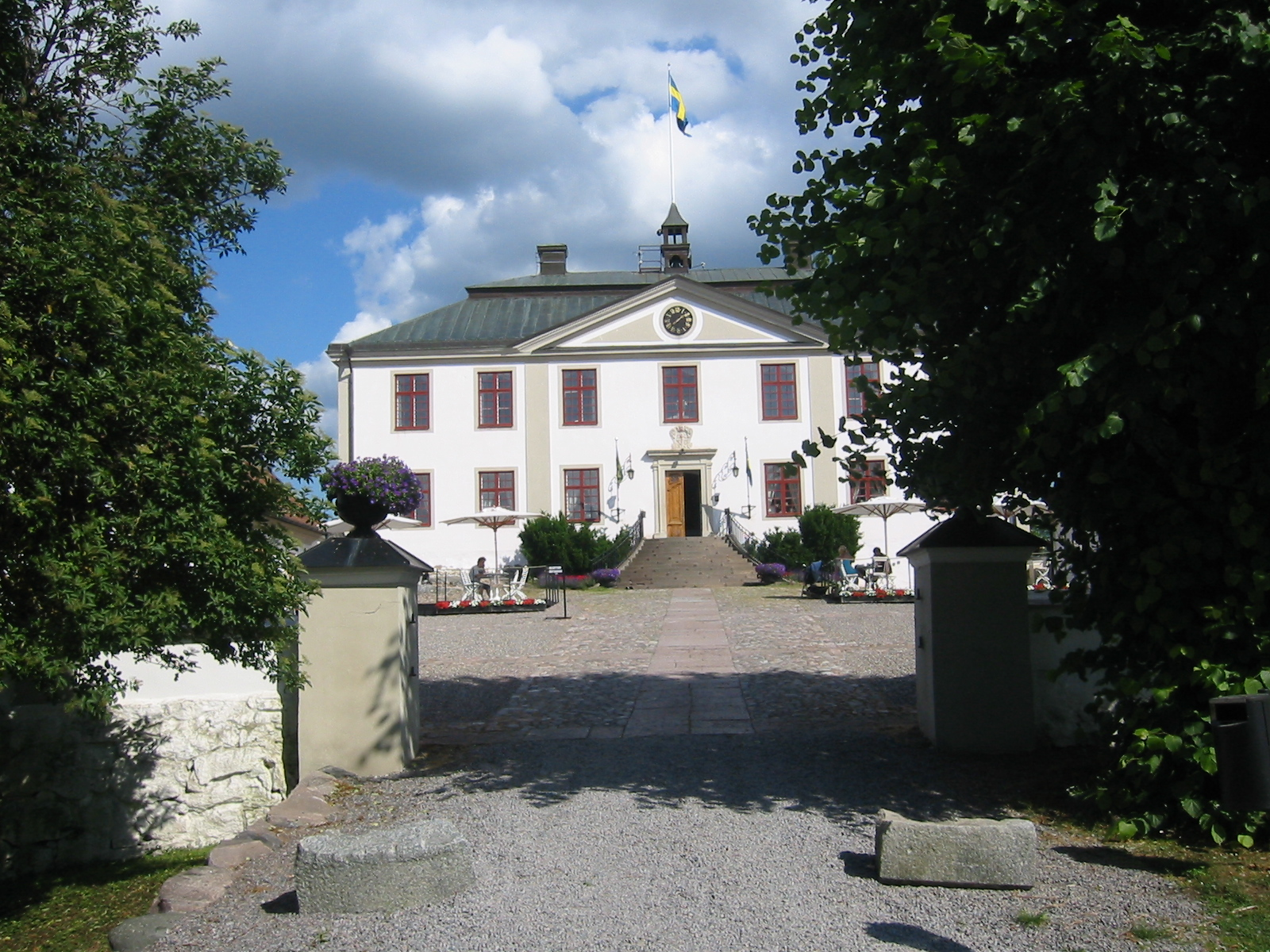
Mauritzbergs slott, foto från juli 2010.

Mauritzberg ligger på en klippa vid Bråviken i Östra Husby socken i Östkinds härad. Gården tillhörde riksrådet Morits Birgersson (Grip), varifrån gården fått sitt namn. Den tillhörde därefter hans dotter Ebba Grip (död 1666), som tros byggt om egendomen till ett säteri. Ebba Grip gifte sig 1617 med riksrådet Svante Gustafsson Banér (död 1628) och gården övergick på honom. Därefter ägdes gården av landshövdingen Erik Sparre (1628-1678) som 1672 sålde den till Claude Roquette Hägerstierna. Vidare ägdes gården av Hägerstiernas måg, ministern Johan Ekeblad, samt 1700 och 1725 av hans son, riksrådet Claes Christoffer Ekeblad. Gården såldes på 1700-talet till kammarherren Gerard Georg De Besch (död 1761) och tillhörde vidare hans måg, generalmajoren Christian Joakim Klingspor (1714–1778). Efter hans död ägdes gården av ryttmästaren Gerdt Adolf Klingspor (död 1814). Tillhörde 1825 överauditören Otto Didrik Wästfelt och därefter löjtnanten Konrad Ribbing.
År 1719 brändes slottet under rysshärjningarna. År 1722 återuppbyggdes slottet av Claes Ekeblad d.ä., Claude Hägerstjärnas dotterson. Han var gift med Hedvig Mörner af Morlanda. Slottet stod färdigt 1725 och har alltsedan dess fått behålla sitt 1700-talsutseende.[källa behövs]

### 1900-talet
Bland senare ägare märks Birger Mörner som ägde slottet under åren 1912–1918. Under denna period besöktes slottet ofta av kända personer ur kulturlivet, till exempel Verner von Heidenstam.[källa behövs]
Sedan 1990 drivs slottet som hotell- och konferensanläggning.[källa behövs]

## Byggnaden
Mauritz Birgersson Grip lät bygga slottets norra flygel. Ebba Grips dotter Elisabeth gifte sig med friherre Erik Karlsson Sparre, som lät bygga en ny huvudbyggnad.

## Huspredikanter
| Ämbetstid | Namn                   | Levnadstid | Övrigt                                   |
| --------- | ---------------------- | ---------- | ---------------------------------------- |
| 1808      | Johan Magnus Pihlström |            | Senare komminister i Vårdnäs församling. |
| 1827–1834 | Anders Gustaf Öberg    | 1803–1857  | Senare kyrkoherde i Täby församling.     |